# 게일어군

게일어군(영어: Gaelic languages) 또는 고이델어군(영어: Goidelic languages)은 도서켈트어군에 속한 언어들로 여기에 속한 대표적인 언어가 아일랜드어이다.

## 분류
- 원시 아일랜드어
  - 고대 아일랜드어
    - 중세 아일랜드어
      - 아일랜드어
      - 스코틀랜드 게일어
      - 맨어